# 越中詩郎
越中 詩郎（こしなか しろう、1958年9月4日 - ）は、日本の男性プロレスラー。東京都江東区出身。日本工業大学駒場高等学校卒業。血液型B型。

## 来歴

### 全日本プロレス入門まで
越中のプロレスとの出会いは小学校時代であり、当時は金曜日の8時からTVで放映していた。ぶつかり合いの迫力に子供心に圧倒された。中学時代に全日本プロレスを見てファンになる。中学時代は音楽にも熱中していたが、曲作りに必要な良いアイデアが出ないため音楽の道は断念した。高校時代は野球部に入り2年目はファースト・3年目はキャッチャーとレギュラーになるも、甲子園に行くことは出来なかった。野球は団体競技であり、自分1人で競技を行って自分で試合に責任を持つことをしたいという越中の志向には合致しなかった。卒業後、電気工事関連の会社に就職するも、プロレスラーへの夢はあきらめきれず、高校時代の野球部の監督からレスリングの監督を通じてジャイアント馬場を紹介されて見習いを経て1978年7月に全日本プロレスに入門する。野球部の監督に相談しようと決意した際は「出来っこないだろう」と道場への紹介を拒否されると思っていたが、実際に思いを打ち明けると監督もかつてプロレスラー志望だったため夢を応援してくれた。
見習い期間中はジャンボ鶴田に練習を見てもらい、受け身を毎日500本近く取って基礎の腕立て伏せやスクワットをこなした。厳しい稽古であったが、折角監督に紹介してもらった手前投げ出す訳には行かず、生涯の仕事と思って家族の反対を押し切って飛び込んだ以上、やり切ることにしたという。入門を正式に認めてもらって1ヶ月か2ヶ月経過した頃、当時巡業で毎日のように開催されたバトルロイヤルに出場。百田義浩からシューズを借りて出場したこのバトルロイヤルでは、ただ殴られて投げられてボコボコにされただけであった。

### デビューから新日本プロレス移籍まで
1979年3月5日、館山市民センターで園田一治を相手に公式戦デビュー。越中も大仁田厚の後を継いで、ジャイアント馬場の付き人を務めた。
大部屋時代、越中はあまり好きでない酒に付き合わされ酒に酔って暴れる仲間達と同じ場所に居させられたことや、体を大きくするために先輩の命令で旅館の飯櫃のご飯を無理に食べた事等を苦労話として後に2019年のインタビューで話している。スケジュールも過酷であり、酷い時は広島での興行が終わった次の日に秋田のリングへ上がるということもあった。デビューしてからというものの脱走したいと思ったことが何度もあり、駅のホームで「移動の電車を待つ際に、東京に逃げ帰ったらどれだけ楽だろうか」と考えることがしばしばであった。しかし逃げるとすぐに見つかるのが目に見えていたため、実際には脱走に至らなかった。
鶴田が退寮した際に先輩の多くも海外遠征に行ってしまい、先輩達から寮をまとめてほしいと告げられた。その越中も暫くあても目標も無く馬場の付き人を行っていたが、体重100kgに達したら海外遠征に行かせてやると馬場から約束され、それに向かって精進した。ザ・グレート・カブキからは試合展開の細かい組み立て方を教わり、佐藤昭雄からは若手が底上げして活性化するように発破を掛けられた。
1981年2月19日の福島大会で、デビューから245戦目にして後輩相手にようやく初勝利を挙げる。同年8月、越中は三沢光晴のデビュー戦の対戦相手を務め、以後三沢とのカードは「前座の黄金カード」と呼ばれ、注目を集めた。
1983年4月22日、ルー・テーズ杯争奪リーグ戦で、三沢を破り優勝。1984年3月、三沢とともにメキシコへ遠征し、サムライ・シローの名で活躍した。三沢(カミカゼ・ミサワ)とのタッグでメインイベントを張らせてもらうなどレスラーとして破格の厚遇を得たが、移動手段・食事・リングコンディションは劣悪そのものであり、シューズの真ん中に穴が開いていたり不衛生な飲み水で赤痢を起こしたりと散々な目に遭った。また、日本とは比べようがないくらい治安も悪く、街中で銃弾の音が聞こえてくる等、命の危機も感じていたという。同年7月、越中は馬場からの国際電話で「三沢を日本に帰せ。チケットを送るから三沢を空港へ送ってくれ」と告げられ、タッグは解散し、メインを張ることなく、メキシコ・マットで展望を描けなくなった。ジャイアント馬場にアメリカ・マットの紹介を頼むが、何の返事もなく危機感を抱くようになっていき、1985年1月31日、全日本プロレスに対して辞表を提出した。その後、新日本プロレスのブッカーを務めていた大剛鉄之助に声を掛けられる。
1985年2月、坂口征二の誘いで新日本プロレスが遠征を行っていたハワイに飛び、新日本移籍を決意する。その際坂口は、アントニオ猪木や藤波辰巳に対して「越中はこっち（新日本）で頑張るから」と紹介した後、メキシコへ一旦戻った越中に日本航空のビジネスクラスのチケットを送った。同年4月1日の東京スポーツに全日本退団を全日本プロレスに提出した辞表と共にスクープされ、越中は、東京スポーツに対して「NWA世界ジュニアヘビー級王者であるザ・コブラに挑戦したい」とコメントしていた。同年7月10日に越中は日本航空便で帰国（、坂口から「馬場さんのところに、あいさつに行ってこい」と言われ、7月12日に新日本が手配した航空券で全日本の興行が行われていた八戸市へ向かい、馬場と話し合いを持つも決裂。7月19日、越中は新日本札幌中島体育センター大会に現れ、8月1日の新日本両国国技館大会で入団挨拶を行った。なお、越中はすぐに新日本に移籍せずまず当時設立したばかりのプロモーションだったアジアプロレスに移籍して、そこから新日本に上がるという形を取っていた。後に2019年の記事で新日本移籍の真相に関してザ・グレート・カブキが「メキシコ遠征中に馬場さんから帰国するかどうか聞かれた際にメキシコに残ると答えたが、その横で聞いていた元子さんが『あら、かわいくないわよね』と機嫌を損ね、それで帰国しても全日本に戻れなくなったので移籍を決めた」という内容を話している。
新日本プロレスと全日本プロレスの違いに関して越中は「全日は相撲部屋のような縦社会。新日は体育会系の部活のようなノリ」「馬場さんは外国人と対等にぶつかり合う大きな体が必要と考えていたが、猪木さんは自分から攻めていくことを要求した」という趣旨の感想を述べている。なお、風呂に関しても在籍時代の全日は馬場が風呂から上がるまで他の選手は絶対に入浴出来なかったが、新日は試合が終わった順番から入って行くことが許され、立場が上のものが風呂から上がるのを待つという全日時代の癖が付いていた越中は猪木から「そんな汗かいて、ウロウロしてんじゃねぇよ。早くシャワー浴びろ!」と注意された。

### 高田伸彦との抗争
1986年2月6日、越中はIWGPジュニア王座決定リーグ戦の決勝でザ・コブラを破り、初代IWGPジュニアヘビー級王座を獲得。その後、旧UWFから戻ってきた高田伸彦とジュニアベルトを争った。高田のキックを愚直にも正面から受ける越中のファイトスタイルはUWFびいきのファンからも支持を集め、一躍人気レスラーとなった。そのキックや関節技を主体とした攻めの高田と「耐える美学」「人間サンドバッグ」とまでいわれた受けの越中のシングルマッチはいわゆる「ジュニア版名勝負数え唄」と形容され、当時のプロレスファンの圧倒的な支持を得た。同年末には、その高田伸彦とのタッグで「ジャパンカップ争奪タッグリーグ戦」に出場。ジュニアヘビー級選手同士の急造タッグながらも、リーグ戦3位の成績を残す。1987年3月20日、王座決定戦で武藤敬司とのコンビを組み、前田日明・高田組を破り第4代IWGPタッグ王座を獲得する。1988年2月7日、第1回TOP OF THE SUPER Jr.でも優勝し、ジュニアでは敵なしの状態にまで上り詰めた。

### ヘビー級転向と反選手会同盟結成
しかし、ライバル高田伸彦の第2次UWFへの移籍、獣神サンダー・ライガーらの台頭や自身のウェイトアップにより、ヘビー級に戦いの場を移す。1990年9月7日、大阪府立体育会館にてグレート・ムタの日本での初対戦相手を務めた。なお、その際にメキシコ修行時代のリングネーム『サムライ・シロー』を名乗り、対戦している。ムタ戦の直後にドラゴンボンバーズへ入るも機能せずうやむやな形で消滅し、青柳政司が率いる誠心会館との抗争に関して小林邦昭と共に新日本プロレス選手会と対立し、ヒールに転向する。1992年7月31日、越中は頭を剃り上げて反選手会同盟（のちの平成維震軍）を結成 し、一躍中堅からトップ戦線へ躍り出る。1994年11月13日、東京ベイNKホールで平成維震軍旗揚げ戦を行い、タイガー・ジェット・シンと対決した。この時期、1995年のG1 CLIMAX初戦でIWGP王者（当時）の武藤を破るという実績も挙げている。
1998年、天龍源一郎と組みIWGPタッグ王座獲得。

### 平成維震軍解散から新日本プロレス離脱へ
1999年2月22日、越中は平成維震軍を解散し、新日本本隊に復帰。その後佐々木健介と組みIWGPタッグ王座に返り咲いた。2000年には、分裂後間もない全日本プロレスに参戦し三冠王者決定トーナメントにも出場している。
2003年1月、新日本プロレスを契約満了により退団。選手一本でやって行きたかった越中にとっては、マッチメイクなど運営の仕事で気が休まらない日々を送るという新日時代終盤の状況は不本意であったが、他に誰も運営の仕事をやる人がいない中で何かあれば絶えず、会社に呼び出されていた。その後、WJプロレスに入団。当初は、盟主でもある長州力の片腕的存在だったが越中も金銭面で揉めることになり、大森隆男らと共にレイバーユニオンを結成する。だが、同年10月31日付でフリーランスとなった。越中はWJプロレスが1年で崩壊したことに関しては、2019年の取材で「誰のせいでも無いから」「自分が判断して来たんだからプロレス人生に悔いはない」と無罰的な態度を示した。

### フリーランスとしての活動
フリーに転向後、三沢が社長を務めるプロレスリング・ノアにも参戦し、かつての平成維震軍の仲間だった齋藤彰俊と共闘。また同年12月6日のノア横浜文化体育館では、三沢とのシングルマッチも実現した。2004年2月、越中は大森とともに炎武連夢（大谷晋二郎・田中将斗組）からNWAインターコンチネンタルタッグ王座を奪取し、ZERO1-MAXやキングスロードへも参戦する。
2006年10月、天山広吉の呼び掛けで真壁刀義らとG・B・Hを結成し、古巣の新日本プロレスで活躍を始めた。
2007年にはテレビ朝日の『アメトーーク！』内でのケンドーコバヤシによる越中のネタから、「越中ブーム」が発生。それも背景に同年5月2日、11年ぶりにIWGPヘビー級選手権試合に臨んだ。入場前の煽りVTRにより開場のボルテージはMAXに上がり、大越中コールの中で入場した越中は感極まってすぐにはリングに上がることが出来ず、あえてリングの周りを一周して感情を整えてからリングインした。試合は王者の永田裕志に対し、越中がヒップアタックやパワーボム、侍ドライバー'84、ドラゴン・スープレックス・ホールド、ジャパニーズ・レッグロール・クラッチといった、ジュニア時代から現在までの大技を遺憾なく披露し、入場時と同じ大越中コールの中、ベルト奪取まであと一歩のところでバックドロップ・ホールドに散った。試合後の記者の呼び掛けには、一言だけ「サンキュー。サンキューな」と答えた。その後この台詞は当時共闘していた真壁が、2009年にG1を初制覇した時にファンへの感謝の気持ちを述べる際に使用して話題を呼んだ。そのため現在では、真壁の名台詞として扱われることの方が主となっている。
2007年8月に蝶野正洋の誘いにのってG・B・Hを離脱した。越中は蝶野・長州力らと「レジェンド」を結成した。しかしレジェンドは2010年の蝶野の新日本退団まで続いたが、その後は自然消滅または休眠状態である。
2008年に後楽園ホールで行われた『ハッスル・ツアー2008～7.11 in KORAKUEN』からハッスル参戦を表明。日本代表として出場した『ハッスルGP2008』においてザ・モンスター℃を下し、ハッスルデビュー戦を白星で飾った。
2009年8月27日に行われたハッスル主催『越中詩郎デビュー30周年記念大会』では、新日本の永田・ライガーと組み天龍・川田利明・TAJIRI組と対戦。試合は15分18秒、越中がTAJIRIを高角度パワーボムからのエビ固めで破って勝利。試合後、ファンと共にデビュー30年を振り返った。
2011年5月、3月に晴れてプロレスデビューした橋本真也の長男の橋本大地を相手にタッグマッチを行い、越中も「お前のお父ちゃんには、しこたまやられたんだ！」とマイクでコメントし、実力差をまざまざと見せつけた。
2012年6月13日、ノア主催三沢光晴メモリアルナイトのメインイベントに登場。森嶋猛とダブルヒップアタックを見せるなどの活躍を見せたが、試合中に左足首脱臼骨折を負い長期欠場に入った。
2013年、35周年を迎える。7月7日、ノアの有明コロシアム大会で1年ぶりに復帰した。
2019年から長野県原村に360坪の中古の家を購入し移住、そこからプロレスの大会へ出場していることをメディアで公開している。都内近郊での試合や移動時間もあるため、約200日程度を長野で妻と暮らし、残りを東京を拠点に過ごす。原村は標高1350メートルのため空気が薄く、アップダウンある山道をランニングするだけでも心肺機能が鍛えられ、移住以降は都内での試合では体が楽になったという。

## 新日本プロレス移籍の経緯
新日本移籍の経緯についてはかつて様々な説が流れたが、現在は越中が『やってやるって!』（ケンドーコバヤシとの共著、扶桑社）や、『元・新日本プロレス 『人生のリング』を追って』（金澤克彦著、宝島社）で自ら真相を明かしている。それによると全日本離脱・新日本移籍の経緯は、ライバルの三沢がタイガーマスクとして先に凱旋帰国したことに危機感を抱いた中、選手の大量離脱に苦しむ新日本側が大剛経由で接触して来たというものである。
坂口は後に、「越中はメキシコではろくなものを食ってなかったみたいで、ハワイやロサンゼルスではすごく食ってたな。うどんとかを食わせてよ。安いもんだよな。それで新日本でやりたいということだったから」と述べている他、越中自身も「三沢が帰国してひとりになった時に馬場さんにアメリカに送ってもらえるように話をしたんですけど、それっきりで。それで坂口さんに呼ばれてメキシコからロサンゼルスに2回、ハワイに1回行ってるんです。ロスで食べさせてもらったたぬきそばがうまかった」と述べるなど、坂口が越中に対してそば・うどんをご馳走した事も、越中の新日本プロレス入りにもつながった。
帰国後、新日本側が手配した航空便で、巡業中の三沢市に滞在していた馬場に詫びを入れに出向き、あくまで移籍を認めない馬場を最終的にとりなしたのは天龍だった、ということも語られている。偶然ホテルに居合わせた天龍が両者の話し合いの仲介役を務めたが、馬場は「今日の八戸市体育館大会にお前も来い。NWAインターナショナル・ジュニアヘビー級王座のチャンピオンが小林だから試合が終わったら『俺が挑戦する』と言え。最終戦で選手権をやれ」「今日上がればいい。(坂口には)丸く収める」の一点張りで、物別れに終わった。別れ際、天龍は「お前、メキシコで苦労しててどうせ金持ってないんだろ!」と言わんばかりに、餞別として掴みきれないほどの一万円札を越中のポケットにねじ込んだという。また越中は前記書籍発刊より後に行われたインタビューで、自らに対する馬場の扱いに兼ねてから不満を持っていたことを明かしている。このように以前は馬場に対して不信感を持っていたが、現在はその感情は薄れている様子で、全日本プロレス時代の馬場とのエピソードを懐かしい思い出として語っている。

## 得意技
ヒップアタック
ロープに振って跳ね返ってきた相手、または立ったまま(グロッキー状態)の相手に向かって自らダッシュ、あるいはロープを用いてダッシュする。言わずと知れた越中の代名詞であり、相手に激突する直前で自身の体が平仮名の『く』の字になるように、相手に背面を向けるべく自身の体をひねりながらジャンプし、自身の尻を相手の顔面に叩き込む。怪我をしにくい臀部を使用するため自分にダメージは少ないが、相手に対して後ろを向くという危険な技のため、実は難易度が高い。タッグマッチなどで、カットする際にも使用する。
一見して「効いていないのでは？」と言われることもあるが、実際には尾骶骨がまともに相手の顔面に入るため、衝撃度は見た目以上である。テレビの実況では「軽い脳震盪を起こす威力」と紹介されるほか、打たれ強い天龍も、この技を喰らった際には顔を歪めている。佐藤耕平の歯を折ったことでその威力が証明された。これについて武藤は、越中の尻を「とんがっている」と例えている。
時には相手にヒップアタック攻撃を読まれ、バックドロップやジャーマン・スープレックスで切り返され、振り向いた際に尾骶骨を蹴られるというカウンター攻撃も何度も食らっている。
旧UWF勢は、ロープに振ってもリバウンドを拒否していたが、なぜかコーナーポストに振ると返ってくることを見抜いた越中が繰り出した。飛んでくるケツの衝撃に前田日明も場外に逃げるしかなかったという。
これらのエピソードを総括して「ダイヤモンドより硬い尻」と言われる。
なお、この技は越中が全日本時代に来日したチャボ・ゲレロから盗んだ、と著書「やってやるって!!」で語っている。
ヒップバット
座った状態でダウン、または片膝や四つん這い状態の相手の頭目掛けてエルボーバット時のように体を振りかぶって臀部を激しく打ちつける（相手の髪や頭をつかんで決行する場合もある。）。ほぼ同型の技で、臀部ではなく腿の側面や腰骨を打ち付けていく場合もある。これらは本来、他の選手が使用した場合はヒップバットとは異なる技として区別されるが越中が使用した場合は、越中＝ヒップバットのイメージが強すぎる為、さらには技の動きがほぼ同型ということもあって、実況や記事などでは総じてヒップバットと報じられる。「厳しい攻め。強烈なヒップバット。ヒップと言うよりは、腰骨のあたりですか？」などの補足形式がとられる。
ダイビング・ヒップアタック
ミサイル・ヒップアタック
場外の相手に、コーナーポストやエプロンからダイブするものをダイビング・ヒップアタックと呼ぶ。リング内の相手に、コーナーポストからダイブするものをミサイル・ヒップアタックと呼ぶ。しかしながら両者は多くの場合、区分けなくどちらか一方の名前で呼ばれていることがしばしばである。リング内で敢行した場合、キャッチまたはスカされてそのままジャーマンスープレックス等で反撃されることも多い。通常のヒップアタックに比べ、試合終盤のさらにフィニッシュあたりで出すことが主なためキャッチされてそのままスープレックス・ホールドされ、３カウントを聞くという失態を演じてしまうこともある。
低空式ヒップアタック
ＷＪ、またはノア参戦時頃から使用。片膝や四つん這い、または座りダウン状態の相手に通常のヒップアタックと同様の動きで敢行する。低空式であるため、まるで空中を滑り込んでいるかのように越中の尻が相手の顔面に入っていく。
侍パワーボム
持ち上げてから数秒タメを作る滞空式パワーボムは通称・侍パワーボムと呼ばれ、天龍との抗争以後多用するようになる。両拳を突き上げながらフォールを奪う。
なお、この超高角度パワーボムは越中が元祖と言われている。
侍ドライバー'84
変形のフィッシャーマンバスター。通常のフィッシャーマンとは逆の足を抱えて持ち上げ、自身がシットダウンしながら相手をマットに垂直に頭（首）から落とす。落としてそのまま、仰向けにダウンした相手の首元に、静かに自身の腿を据え置くパターンもある（それがフォールとなる。形としては、ギロチン・ドロップが完了したときの形となる。）。なお、技名の'84は越中が三沢と共に海外修行をしていた年に由来しており、この技自体がノア参戦時に対三沢用の技として新たに開発した技でもある。ただし使用頻度は多くなく、ここぞというときに敢行する。
ジャーマン・スープレックス
ジュニア時代に使用していた。
ドラゴン・スープレックス
ジュニア時代の越中のフィニッシュ・ホールド。ヘビー転向後は、投げっ放し式も併用する。
ブレーンバスター
頻繁に出すのではなく、ここぞという時に「ブレーンバスター！」と発してから用いている。
掛けた相手が巨体で体重差がある場合などは、お互いに組んだまま掛け合いとなり会場が沸き立つ。雪崩式ブレーンバスターも使う。
ジュニア時代からヘビー転向後、しばらくは低空式ブレーンバスターも併用していた。
パイルドライバー
タッグ時では場外でのハイジャック・パイルドライバーを敢行する。
若手時代はツームストーン・パイルドライバーを使っていたが、現在では全く見られない。
ドロップキック
相手をロープに振ってから仰向けにマットと平行になるように飛ぶ（正面飛び式）。ジュニア時代は、自らダッシュしてのスクリュー式ドロップキックも併用していた。
越中式ジャパニーズ・レッグロール・クラッチ
ロープの反動を利用した越中式。ジュニア時代から好んで多用しており、ヘビーに転向してからも使用している。
ジャンピング・アームブリーカー
越中式と言われ、相手の片腕をロックして絞め上げながら後方に倒れ込む。
河津落とし
相手の左足に自分の右足を絡ませながら相手の右肩に自分の右腕を乗せて、一緒に後方へ倒れこみ相手の後頭部から叩きつける。越中の師である馬場直伝とも言われる。
腰骨攻撃
主に片膝をついている相手の髪を掴み、顔面に腰骨をぶつけていく。
痙攣
DDT等を食らった後、下肢を痙攣させる。鶴田直伝とも言われる。
太鼓の乱れ打ち
反選手会同盟、平成維震軍時代からの得意技。
タッグマッチの時、相手を自軍のコーナーに押しやり、四つんばい状態（またはかがませて）味方全員で相手の背中を叩きつける。
テキサスクローバーホールド
ブルドッギング・ヘッドロック
雪崩式ダブルアーム・スープレックス
スモール・パッケージ・ホールド
逆さ押さえ込み
グラウンド・コブラツイスト
ダイビング・フット・スタンプ

## 人物像
常にコンディションが良いことで知られ、「（プロとして）お客さんに、チケット代以上の試合を見せる」を信条としている（『やってやるって』内ほかで発言）。これは、天龍も全く別の場で全く同様のことを述べている（『逆説のプロレス〜新日本プロレスＧ１クライマックス25年全事件の真相～』内ほかで発言）。
技術面では受け身の巧さ、切れの良いスープレックス、高角度のパワーボム、瞬時の丸め込み技が特徴である。逃げない受けと緩急の効いた攻めとの組み立てで、名勝負・好勝負を造り出すことに定評がある。また反体制側に属すことや殺伐とした対抗戦を多く経験しているため、テクニシャンながらラフ殺法も得意とする (主にヒールとして) 。相手側や観客を煽り、会場の空気を作り上げていくことにも長けている。
新日本プロレス時代は泥臭さを担当してやろうという意識が越中にあり、エリート集団というイメージであった新日本プロレスにおいては異質な存在であった。
派手さはないが、人気・実力ともに三銃士と同等であり、得意なイメージが強い蝶野以外にも全盛期の武藤・橋本にも数回シングルで勝利しており、藤波・長州からもシングルで勝利しているまた越中と同時期に活躍した主力選手では、健介だけシングルでの勝利が無い。人気については、三銃士のように前面に出るファンではなく玄人好みの隠れファンが多くいるという意味で、タレントのケンドーコバヤシが「“隠れコシナカン”が多くいる」と表現した。
ヒップアタック等の尻を利用した攻撃が高い人気を集めており、「ケツだけで試合を組み立てられる」職人レスラーと評価されている。地方大会でも常に全力ファイトを見せ、会場人気はNo.１とも言われる。
2020年から長野県諏訪郡原村に生活拠点を移し、ブログで生活ぶりを発信している。

## タイトル歴
新日本プロレス
- IWGPタッグ王座 : 3回（第4代[21]・第35代[22]・第37代[23]）
- IWGPジュニアヘビー級王座 : 3回（初代[24]・第3代[25]・第7代[26]）
- 暫定IWGPタッグ王座 : 1回（w / 真壁刀義）
- TOP OF THE SUPER Jr.優勝（1988年）（現在のBEST OF THE SUPER Jr.の第1回大会にあたる）

全日本プロレス
- ルー・テーズ杯争奪リーグ戦優勝（1983年）

WAR
- 第4代WAR世界6人タッグ王座（&後藤達俊&小原道由）

プロレスリングZERO1
- 第9代NWAインターコンチネンタルタッグ王座（&大森隆男）

DDTプロレスリング
- 第32代KO-Dタッグ王座（&男色ディーノ）

プロレス大賞
- 1982年度プロレス大賞 努力賞
- 1986年度プロレス大賞 最優秀タッグチーム賞（&高田伸彦）
- 1992年度プロレス大賞 最優秀タッグチーム賞（&齋藤彰俊&木村健悟&青柳政司）

## 入場曲
- SAMURAI （現在）
- FORTUNE
- バイオレント・サタデーのテーマ（ラロ・シフリン）

中でも、「SAMURAI」は反選手会同盟・平成維震軍全盛期に使用していたことや越中の紆余曲折の人生観を表したような曲調もあり、今でも一部で根強い人気がある。

## 著書
単著
- 侍レスラーの反骨のプロレス熱闘記（2024年11月、青春出版社<青春新書インテリジェンス> ISBN 9784413047098）

共著
- やってやるって!!（2007年6月29日、扶桑社 ISBN 9784594054038）ケンドーコバヤシとの共著 [10]
- 平成維震軍「覇」道に生きた男たち（2020年1月23日、辰巳出版 ISBN 9784777824335）小林邦昭、木村健吾、ザ・グレート・カブキ、青柳政司、齋藤彰俊、AKIRAによる共著

## ゲーム
- 『越中詩郎の完全無ケツだって!』 - 携帯電話用アプリ。

## 出演

### テレビドラマ
- 『マッスルガール!』（2011年、毎日放送） - 白鳥洋平 役

### ウェブドラマ
- 『私、やりますって!』（2017年12月4日 - 2018年1月22日、ファミリー劇場CLUB） - 越中詩郎 役[27]

### 映画
- 『実録ヤクザンマフィア』（2012年） - 不動産会社社長・波賀 役[28]

### バラエティ・その他
- 『アメトーーク』ケンコバが越中詩郎と対面（2007年4月19日、テレビ朝日）
- 『鉄道写真物語～1枚にかける旅～』#8 小田急ロマンスカー（2010年、TwellV）
- 『タモリ倶楽部』夢の大型企画　京急タモリ線を敷こう!（2011年12月3日、10日、テレビ朝日）
  - 番組内で「タモリ電車クラブ」に入会（会員番号21番）
- 『笑神様は突然に…』鉄道SP（2014年3月21日、日本テレビ）
- 『アイドリング!!!』（2014年6月24日・25日/26日、フジテレビONE/フジテレビ）
- 『とんねるずのみなさんのおかげでした』（2014年7月3日、フジテレビ）
- 『パチンコLAB 〜7th season～』#4 （フジテレビONE）

### ミュージックビデオ
- サイプレス上野とロベルト吉野「やってやるって」（2015年4月8日公開、felicity）[29][30]

## その他のエピソード
- 高校卒業後、東京電力に入社。全日本プロレス入門まで1年間働いていた。
- 全日本プロレスの若手時代、三沢とのシングル戦は『前座の黄金カード』と言われるほど毎回質の高い試合を見せていた。若手の登竜門と言われた1983年のルー・テーズ杯も、決勝には越中と三沢が勝ち上がっている。
- ド演歌ファイターというニックネームがあり、コスチュームも和風であるが、ビートルズ[31] の大ファンである。中学で出会い擦りきれるほどレコードを聴いたという。ポール・マッカートニーの幻のコンサートでは、前列の席を入手していたという。最も好きな楽曲は『ザ・ロング・アンド・ワインディング・ロード』（The Long And Winding Road）であり、永田の持つシングルベルトに挑戦した際、入場時でなくてもいいから煽りVTRで流して欲しいと頼んだら断られたという。
- 越中は生まれも育ちも東京だが、プロ野球では阪神タイガースの大ファンでもある。専用チャンネル等、放送のある試合は全試合録画しているほどである。長州とは、甲子園球場に阪神の激励に駆けつけたこともある。
- コメントの語尾に、「〜してやるって！〜ってことですよ！」などと「やるって！」をつける癖があり、一部から「やるって節」とネーミングされたことがある。
- 趣味はゴルフ・鉄道・映画『男はつらいよ』鑑賞。好きなテレビ番組は暴れん坊将軍・水戸黄門・大河ドラマなど時代劇。
- 経歴欄にある反選手会同盟結成時に頭を剃り上げてファイトしたが、越中としては初めてではない。メキシコ遠征時代の1984年7月13日、越中は抗争していたエル・サタニコとのカベジェラ・コントラ・カベジェラで敗れ、丸坊主にされている[32]。
- 1987年、仲村トオルの主演映画『新宿純愛物語』に木村健吾と共にヤクザ役で出演予定だったが、直前に怪我をしたために出演が出来なかった。代役は大矢健一が務めた（現・剛功）。なお木村健吾はあきれた刑事の第一話に出演した。
- 越中は30代半ばまで独身を通したため、同じく独身の渕正信とともに『週刊プロレス』・『週刊ゴング』両誌読者コーナー独身ネタの標的にされていた。結婚相手は新日本プロレスの事務方の年下の美人女性で、日本プロレス界初の職場結婚でもあった。平成維震軍解散後敵対関係となった後藤達俊にも「あんなきれいな嫁さん貰いやがって!」と逆恨みされていた。なお後藤自身も美人女性記者と評判だったスポーツ紙プロレス担当記者と結婚し、周囲を驚かせている。
- ケンドーコバヤシがアメトーーク!で越中詩郎（大好き）芸人をプレゼンしたことを契機に反響を呼び、越中の公式サイトは一時期アクセスが集中してサーバーがダウンし閲覧しにくくなった。なお、コバヤシは越中詩郎芸人以前から越中詩郎漫談なるネタを本ネタとして持っており、自身やバッファロー吾郎のイベントなどでオープニングや入場時に越中のテーマ曲であるSAMURAIを使用するなど、筋金入りの越中ファンである。
- 新日本プロレスでの長州政権ではマッチメイカーを務めていた時期もあり、三銃士よりも高い給料を貰っていたと言われている。
- G1 CLIMAXにおける蝶野正洋との公式戦は『真夏の名勝負数え歌』と称されていた。これらは、越中が新日本に在籍していた時に5回行われ、越中が3勝2敗で勝ち越している。越中は蝶野戦に限らず、武藤・橋本・マシン・馳らと名勝負を多く作り上げ裏Ｇ１男と呼ばれることもある。
- 2016年11月に発売された『ももクロ×プロレス』(ワニブックス)内で、高城れにと対談し、高城が越中の雑草魂の話に深く感銘して大号泣した。高城は「私がこれから芸能界で生きる道を、大先輩として示してくれた」と述べており、一時期スマホの待受を越中にしていたほどである。越中はももクロのライブ『ももいろクリスマス2016 ～真冬のサンサンサマータイム～』にも出演。有名俳優やアイドルが駆け付けている楽屋の中で「俺、どうすりゃいいんだよ」と困っていると、高城がメンバーに「わたしの恩人です」と越中を紹介し、メンバーらは「だから待受が！」と納得したという。
- メキシコ遠征時代、メキシコの状況を知っていてくれた坂口征二に、シリーズの合間にロサンゼルスなどで会っては食事を御馳走してもらった。越中は御馳走して貰ったたぬきそばを汁まで残さず平らげてなお丼を舐め回していたほど、たまの日本食を喜んでいたという[1]。
- 1987年1月27日には熊本県水俣市の旅館において、新日一行が無礼講が高じて酒に酔って暴れ破壊した際、越中もドン荒川と藤原喜明が喧嘩を始めたのを止めに入った、と2019年のインタビューで覚えている所を語った。最後は武藤と高田がロビーから外に出て股間を丸出しにして殴り合い、そこに前田日明も交じって大乱闘となった。乱闘を収束させようと援軍に来たタクシーは、異様な光景に恐れをなして皆逃げ帰ってしまったという。数日後、旅館から300万円から400万円の請求書が届いた[1]。
- 平成維震軍時代、メンバー7人全員がスキンヘッドにしたのは誰の発案でもなく、自然な流れであったと後に越中は2019年の取材で話していた[1]。